# Avaleur de mondes
Avaleur de mondes (titre original : Implied Space) est un roman de science-fiction de type Cyberpunk de Walter Jon Williams publié en 2008.

## Parutions
Paru en français le 27 mars 2009 pour une publication chez L'Atalante (collection La Dentelle du cygne no 215).

## Thèmes
Le transhumanisme est un sujet abordé dans ce roman. En effet, le héros transforme totalement son corps pour pouvoir visiter un monde sous-marin et de nombreuses personnes n'hésitent pas à transformer leur corps au gré de leurs envies. On y parle aussi d'intelligence artificielle : onze I.A. ont aidé l'humanité à atteindre un niveau de technologie très élevé car ces intelligences artificielles sont arrivées au stade de la singularité.
Les mondes artificiels reçoivent leur énergie de sphères de Dyson.